# Blaise de Monluc
Blaise de Lasseran de Massencome, Monluc ura, közismert nevén Blaise de Monluc (Saint-Puy, 1500–1502 között – Estillac, 1577. július 26.) gascogne-i származású francia katona, az itáliai háborúk és a francia vallásháborúk kiemelkedő hadvezére I. Ferenc, II. Henrik, II. Ferenc, IX. Károly és III. Henrik idején. Gyalogos alakulatok parancsnokaként futott be karriert. A vallásháborúkban a katolikus tábor egyik kiemelkedő hadvezére, aki számos kegyetlenséget követett el a protestánsok ellen. 1562–1570 között Guyenne katonai helytartója, 1574-től Franciaország marsallja. „Kommentárok” (eredetiben: Commentaires) címen írta meg halála után kiadott emlékiratait, amelyben az 1521–1576 közti évek eseményeit dolgozta fel.

## Családja
A monluc-i Lasseran de Massencôme család az 1730-as évektől megjelent genealógiák szerint a Montesquiou-ház egy oldalága volt, amely Odet de Montesquiou-tól, Saint-Puy urától származott, aki 1318-ban vette feleségül Aude de Lasserant, Massencome úrnőjét. Leszármazottaik utóbbi családnevét vitték tovább. André Borel d'Hauterive 19. századi történész és genealógus azonban vitatta ezt a leszármazást:
„Miután Blaise de Monluc leszármazottai egy évszázada kihaltak, nem volt örökös, aki magának követelje e család magas előkelőségét, a Montesquiou-k minden erőfeszítésükkel azon voltak, hogy házukat az ifjabb Lasseran Massencomme-ághoz kössék. A címerek egyes analóg pontjai és a két család között köttetett szövetségek a kapcsolódások rendszerének valószerűséget, de legalábbis valószínűséget kölcsönöztek. A genealógusok belenyugvása végezte el a többit, és a Montesquiou név által élvezett nagy tekintélynek köszönhetően egy hang sem szólalt fel, hogy a legkisebb kétségnek hangot adjon. Ím, ekképp rögzítették elsőként a L'Histoire des grands officiers de la Couronne du P. Anselme harmadik kiadásának szerzői az 1738-ban kiadott VII. kötetben, hogy a Montluc-ök a Montesquiou-któl származtak.”

## Ifjúsága, tanulmányai
Apja François de Monluc, több kisebb armagnaci és agenais-i uradalom ura, anyja Françoise de Mondenard, Estillac úrnője, az estillaci kastély birtokosa. Tizenegyen voltak testvérek: öt nővér és hat fivér közül Blaise volt a legidősebb. Testvérei közül néhányan szintén nagyobb jelentőségre tettek szert:
- Jean de Monluc, Valence és Die püspöke. Törvénytelen fia, Jean de Monluc de Balagny 1594-ben szintén marsall lett.
- Joachim de Monluc, „az ifjú Monluc”, Chabanais fejedelme, Lioux és Longueville ura.
- Anne de Lasseran-Massencôme, l'Isle úrnője. Férje François de Gélas, Léberon ura, akitől két fia született: Antoine de Gélas de Léberon, aki részt vett nagybátyja harcaiban, és Charles de Gélas de Léberon aki másik nagybátyját, Jean de Monluc-öt követte püspöksége élén.

Monluc apja viszonylag pénztelen volt, így a későbbi hadvezér vidéken nőtt fel bármiféle kényelem vagy fényűzés nélkül. A testmozgáshoz korán hozzászokott, de csak alapvető oktatásban részesült, amit később bánt. Ismeretség révén került apródként Antal lotaringiai herceg pompás nancy-i udvarába apródként, ahol „Blaizot”-ként vagy „gaszkon apródként” hivatkoztak rá. A hercegi udvarban némi oktatásban részesült, többek közt a kardvívás és a lovaglás terén is fejlődött. Ura részt vett XII. Lajos és utóda, I. Ferenc itáliai hadjárataiban. 1515-ben is így volt, de akkor Monluc még túl fiatal volt, hogy hadba vonuljon, így otthon maradt a hercegné, Renée de Bourbon-Montpensier szolgálatában.
A szokásoknak megfelelően 14 évesen lépett szolgálatba, elsőként a nancyi hercegi íjászok között. Komoly katonai pályafutásra vágyva távozott Lotaringiából, hazatért a szüleihez Saint-Puybe, akik némi támogatást adtak neki, ő pedig az 1515 óta francia kézen lévő Milánóba ment, ahol Odet de Foix-Lautrec és fivére, Thomas de Foix-Lescun nemrég vert le egy felkelést. Csapataikban szolgált két anyai nagybátyja, akik bejuttatták Foix-Lescun kompániájába íjászként. Pályafutása ténylegesen 1521-ben kezdődött el, amikor I. Ferenc király összecsapott V. Károly német-római császárral.

## Az itáliai háborúkban

### I. Ferenc alatt
1521-ben Milánót elfoglalta a javarészt Prospero Colonna pápai és Nápolyból érkezett spanyol hadaira támaszkodó II. Francesco Sforza. A város mellett lévő, stratégiai útvonalakat védelmező bicoccai majorság parkjában tábort verő Colonna ellen 1522. április 27-én indítottak rohamot Lautrec marsall svájci pikásai és francia lovagjai. A súlyos vereségben megmutatkozott a spanyol muskétások előnye a pikásokkal és lovagokkal szemben, ez pedig fontos tapasztalat volt a csatában részt vevő Monluc számára. A csatát követően kompániája visszatért Gascogne-ba, ahol egy gyalogoskompánia zászlósa lett. Taktikai tehetségével, amely egy kisebb 1523-as összecsapásban is megmutatkozott Saint-Jean-de-Luz mellett, kiérdemelte Lautrec marsall dicséretét. 1525-ben részt vett a pusztító francia vereséggel végződő paviai csatában, ahol maga is fogságba esett, de mivel nem reméltek érte váltságdíjat, szabadon engedték.
1527-től ismét Lautrec alatt szolgált annak itáliai expedícióján, melynek során kétszer is megsebesült. 1528-ban részt vett Nápoly ostromában, ami azonban Lautrec marsall halála és a francia sereget tizedelő pestisjárvány miatt sikertelenül végződött, így hazatért Gascogne-ba. Ezután néhány évig II. Henrik navarrai király – I. Ferenc francia uralkodó sógora – nehézlovas kompániájában szolgált. 1534-ben a francia király nemzeti légiókat állított fel, ekkor Monluc egy languedoc-i kompánia hadnagya lett. Ilyen minőségben 1536-ban nagyban hozzájárult a Marseille-t ostromló császári erők visszavonulásához azzal, hogy egy bátor éjszakai akcióban kis csapattal elpusztította a császáriak lisztellátásában kulcsszerepet játszó aurioli malmot. V. Károly alultáplált, vérhasjárvány által megtizedelt hadai végül kivonultak a felégetett föld taktikája révén élhetetlenné tett Provence-ból. (A malom elleni támadásban egyébként a később szintén marsallságig jutó Gaspard de Saulx-Tavannes is részt vett zászlósként.)

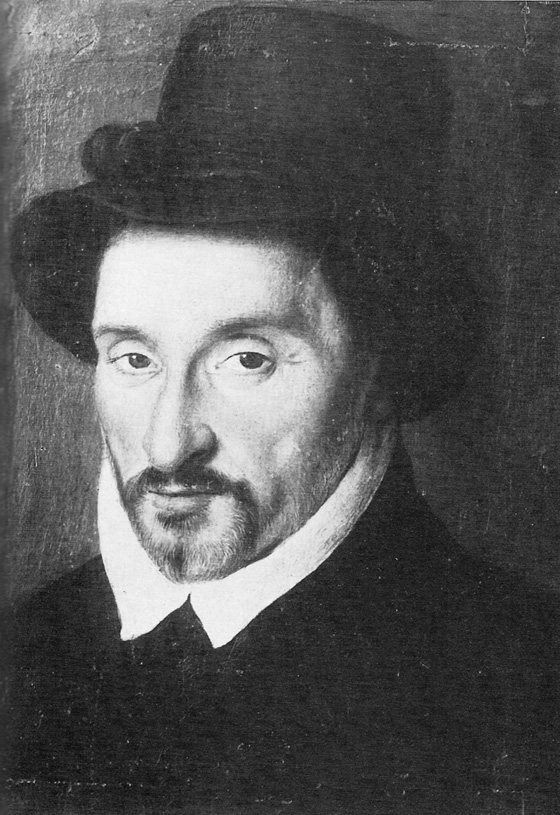
Blaise de Monluc, 16. század, francia iskola (magángyűjtemény)

1537-ben beajánlották Anne de Montmorency connétable-nak (főparancsnok), így előbb a dauphin – a későbbi II. Henrik király – gárdájában lett az egyik kompánia parancsnoka, majd csatlakozott a királyi hadakhoz Itáliában. Ebben az időben Artois-ban, Roussillonban és a Dauphinéban vett részt különböző hadműveletekben, a köztes időszakban pedig az udvarban tartózkodott. Idővel visszatért Piemontba, ahol a gaszkon gyalogság parancsnokaként kiemelkedő szerepe volt abban, hogy 1544 áprilisában az Enghien grófja által vezetett franciák legyőzték a spanyol–császári erőket a ceresolei csatában. Érdemeiért a gróf a csatamezőn ütötte lovaggá Monlucöt, aki az év őszén az angolok által megszállt Boulogne ostrománál és a Calais környéki hadműveletekben is részt vett a dauphin seregében.

### II. Henrik idején
I. Ferenc 1547-ben halt meg, ekkor a trónra lépő II. Henrik elutasította Monlucöt, amiért a vesztes La Châtaigneraie pártján állt a Jarnac bárójával vívott hírhedt becsületpárbajában (1547. július 10.). Ez azonban csak rövid törést jelentett a pályafutásában, mert 1548-ban tábormesterré (ezredes) és a piemonti Moncalieri kormányzójává nevezték ki, amely minőségben tehetséges adminisztrátornak bizonyult, és Brissac grófja, a piemonti helytartó oldalán a harcban is jeleskedett. Chieri bevételekor 1551-ben súlyosan megsebesült, 1552-ben pedig megvédte Bene, Ceva és Caselle városát. Eközben ismertséget kötött a befolyásos lotaringiai François de Guise herceggel, 1553-ban pedig királyi kamarássá (gentilhomme de la chambre du roi) nevezték ki, ami lehetővé tette, hogy közelebb kerüljön II. Henrikhez.
Amikor a spanyolok megostromolták Siena városát 1554 januárjában, a király Monlucöt küldte oda kormányzónak. 1554 júliusától 1555 áprilisáig védelmezte a várost, és bár végül kudarcot vallott, ez pályája egyik legdicsőbb tettének bizonyult. Bár nem kapott segítséget és betegséggel is küszködött, a spanyolok csak nagy erők bevetésével tudták megnyerni az ostromot. A győztesek tisztelettel bántak fele, amikor végül megadta magát. II. Henrik maga is hatalmas tiszteletadással fogadta, amikor hazatért, egyúttal a Szent Mihály-lovagrend tagjává fogadta. Monluc nem sokat tétlenkedett: 1556-ban már Itáliában volt, ahol elragadta a spanyoloktól Volpianót, és részt vett Róma védelmében. Ezt követően 1557-ig a kicsiny Montalcinói Köztársaság védelmét látta el, amit a spanyol fennhatóság alól elmenekült sienaiak hoztak létre.
1558-ban II. Henrik az ún. francia bandák néven ismert állandó gyalogossereg vezérezredesévé (colonel général) nevezték ki. Ilyen minőségben 1558 júniusában kitüntette magát Thionville bevételénél Guise hercege és Pierre Strozzi marsall alatt. A diadalmas hadjáratnak a cercampi fegyverszünet (1558. október 17.), majd az itáliai háborúk sorozatát lezáró cateau-cambrésis-i béke (1559. április 3.) vetett véget. Ez, valamint II. Henrik júliusban bekövetkezett halála súlyosan érintette Monlucöt.

## A vallásháborúkban
A II. Henrik halálát követő időszakban Monluc hazatért Gascogne-ba, ahol kiváró álláspontra helyezkedett. Eleinte támogatta a protestáns reformáció terjedését Délnyugat-Franciaországban, ám mélységesen felháborította a hugenották királlyal szembeni engedetlensége, és a katolikus tábor egyik fontos támaszává vált. Az új irányzat hívei eleinte megpróbálták megvásárolni a támogatását, de intrazigenciája láttán később a számukra potenciális veszélyt jelentő hadvezér meggyilkolására törekedtek.
1561-ben Charles de Coucis de Burie, Guyenne helytartója számára nyújtott támogatást, majd Medici Katalin anyakirálynő, régens hivatalosan is megbízta azzal, hogy csapatokat toborozzon a különösen nyugtalan Guyenne védelmének megerősítése érdekében. Az 1562-es hadjárata saját bevallása szerint élete legrettenetesebbje volt: akarata ellenére „nem csupán szigort, hanem kegyetlenséget” kellett alkalmaznia. Két hóhér volt a kíséretében, akik számos akasztást hajtottak végre a parancsára. Monluc-öt rettegték a hugenották, aki szerint ez volt az egyetlen nyomásgyakorlási lehetőség, amivel véget lehetett vetni a polgárháborúnak: „Fel lehetett ismerni, amerre jártam, mert a fákon, az utakon ott voltak ennek jelei. Egy akasztott ember többet megdöbbentett száz meggyilkoltnál.” Mindkét oldalon súlyos túlkapásokat követtek el: Monluc-kel a hugenotta kapitány, Symphorien de Duras versengett a kegyetlenkedés terén. Pusztítások, fosztogatások, erőszaktétel és mészárlás jellemezte mindkét tábort. Monluc 1562. július 15-én Targonnál győzte le Duras-t és Guy de Montferrand-t, majd október 9-én Vergt-nél De Burie-vel közösen ismét. Érdemeiért megosztozhatott utóbbival a helytartóságon. Az első vallásháborút lezáró amboise-i béke (1563) feltételei Monluc-öt sok katolikushoz hasonlóan felháborították. A hadvezér részt vett a katolikus nemesi ligák szerveződésében, amivel kivívta a szervezetek feloszlatását követelő anyakirálynő elutasítását. Saját bevallása szerint két alkalommal is kérte a leváltását, miután nem tudta alkalmazni a békére törekvő királyi politikát, de hiába. Burie halálakor, 1565-ben Monluc lett Guyenne egyetlen helytartója, egyben megszerezte az ottani viceadmirálisi pozíciót.
1567 szeptemberében, a második vallásháború idején újra fegyvert fogott, amikor értesült egy protestáns lázadást célzó készülődésről. A korábban megszokott lendülettel elérte, hogy csekély erőkkel megtartson számos várost a király birtokában. Parancsba kapta La Rochelle visszafoglalását, ami számára nem tűnt megvalósíthatónak, mivel nem kapta meg a csapatok kiállításához szükséges pénzt. Végül a város szomszédságában fekvő Ré szigetét foglalta el 1568-ban, a március 23-án megkötött longjumeau-i béke előtt néhány nappal. 

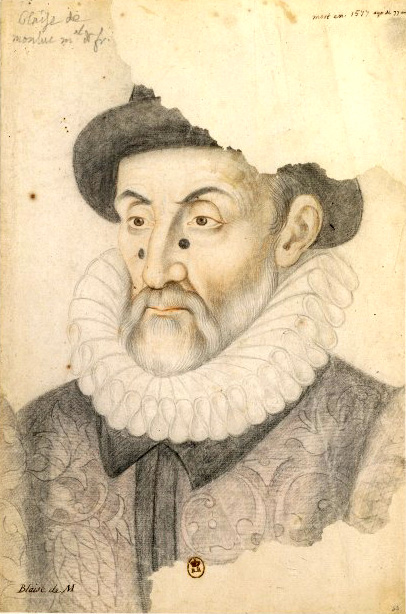
Blaise de Monluc, 16. századi portré, magángyűjtemény.
A konvencióknak megfelelően a képen ábrázolták Monluc hiányzó orrát, a csonkaságot a két ponttal jelezték.

Rövid békét követően a harmadik vallásháború súlyos próbatétel elé állította Monluc-öt: az I. Gabriel de Montgomery gróf vezetésével Dauphinéből és Provence-ból La Rochelle felmentésére érkezett protenstánsokat nem tudta feltartóztatni, ráadásul súlyos összetűzésbe került I. Henri de Montmorency-Damville marsallal, Languedoc kormányzójával, akit azzal vádolt, hogy nem akar harcolni a református ellenség ellen, sőt kettős játszmát játszik. Monluc ezzel együtt néhány kudarcot okozott a Béarn-ba és Alsó-Navarrába betörő hugenottáknak. 1569 szeptemberében a protestáns Mont-de-Marsan ellen vonult, ahol a katolikusok már több ízben kudarcot vallottak. Sikerült bevennie a várost, és elrendelte a védők lemészárlását, hogy megbosszulja a protestánsok által elkövetett navarrenx-i kivégzéseket.

## Utolsó évei, írói tevékenysége
1570 júliusában, Rabastens-de-Bigorre elfoglalásakor egy arkebúz muskétából leadott lövés leszakította az orrát és arcát. Szörnyű sebe sosem gyógyult meg teljesen, ráadásul élete végéig bőrmaszkot kellett hordania megcsonkított arcát elrejtendő. A sebesülés egy időre katonai pályafutásának is véget vetett. 1570. augusztus 8-án aláírták a saint-germaini békét, a királyi kormányzat pedig a megbékélés politikája mellett köteleződött el. A hugenották körében gyűlölt öreg Monluc ennek esett áldozatul: IX. Károly elvette tőle a guyenne-i helytartóságot, amit II. Honorat de Savoie kapott meg (ebben bizonyára ellensége, Montmorency-Damville közreműködése is szerepet játszott), ellenfelei pedig átvizsgáltatták az elszámolásait. Az állam megkárosításával, hadviselésre és toborzásra szánt pénz eltulajdonításával és protestánsok javainak elvételével vádolták. Szerencséjére a király öccse, Anjou hercege – a későbbi III. Henrik – az 1569-es hadjáraton megismerte őt adott a véleményét, így némi szimpátiával viseltetett iránta. A herceg beavatkozása jóvoltából a pénzügyi vizsgálat kedvező eredménnyel zárult.
Monluc visszavonult családi birtokaira, és megkezdte Kommentárjainak megírását titkári segítséggel. A művet Anjou hercegének, a trónörökösnek ajánlotta arra az esetre, ha fivére gyermektelenül halna meg, és megörökölné a trónt. A munkát eredetileg az ellene felhozott vádak elleni védekezésnek szánta, de a kész emlékirat végül az elkövetkező generációk kapitányainak ad tanácsokat, emellett igazolja Monluc egyes döntéseit és tetteit. Megírásakor Monluc legendásan jó emlékezete mellett történeti munkákra és levéltári anyagokra is támaszkodott. A kötet bővelkedik konkrét részletekben és gyakorlati tanácsokban. Monluc Kommentárjait megjelenésüktől kezdve nagy becsben tartották, a későbbi IV. Henrik király egyenesen „A katona breviáriumának” nevezte.
Anjou hercege 1573-ban tanácsadónak hívta maga mellé La Rochelle ostrománál, így bekerült annak vezérkarába. A herceget rövidesen a Lengyel-Litván Perszonálunió uralkodójává választották, de fivére a következő évben meghalt, ő pedig a krakkói trónt hátrahagyva visszatért Franciaországba. Monluc 1574 szeptemberében Lyonba vonult a fogadására. Az új király marsallá nevezte ki az általa nagy becsben tartott hadvezért, aki azonban 1575 januárjában végleg maga mögött hagyta a katonáskodást, miután Gensac ostroma után hiába ostromolta három héten át Madaillan várát Agentől északra, ahonnan Guy de Montferrand verte ki. A vereséget valószínűleg megalázónak érezte, mivel egyáltalán nem említi emlékirataiban. Hátralévő idejét ageni palotájában és estillaci kastélyában töltötte, befejezve a Kommentárok megírását. 1577. augusztus 26-án halt meg.
Könyve 1592-ben jelent meg nyomtatásban, erősen átdolgozott formában, Commentaires de messire Blaise de Monluc, maréchal de France, où sont décrits tous les combats, rencontres, escarmouches, batailles, sièges, assauts, escalades, prises ou surprises de villes places fortes : défenses des assaillies assiégées („Blaise de Monluc, Franciaország marsalljának kommentárjai, melyekben leíratik minden küzdelem, összecsapás, csetepaté, csata, erősség-városok ostromai, azok megtámadása, áthágása, elfoglalása és meglepése: a megtámadott ostromlottak védekezése...”) címmel. Ezt többször újranyomták a 19. századig. 1864-1867 között jelent meg tudományosabb kiadása, majd 1964-ben a La Pléiade-nál jegyzetekkel bőségesen ellátott, gondozott kritikai kiadása Paul Courteault jóvoltából, Jean Giono előszavával.

## Házasságai, leszármazottai

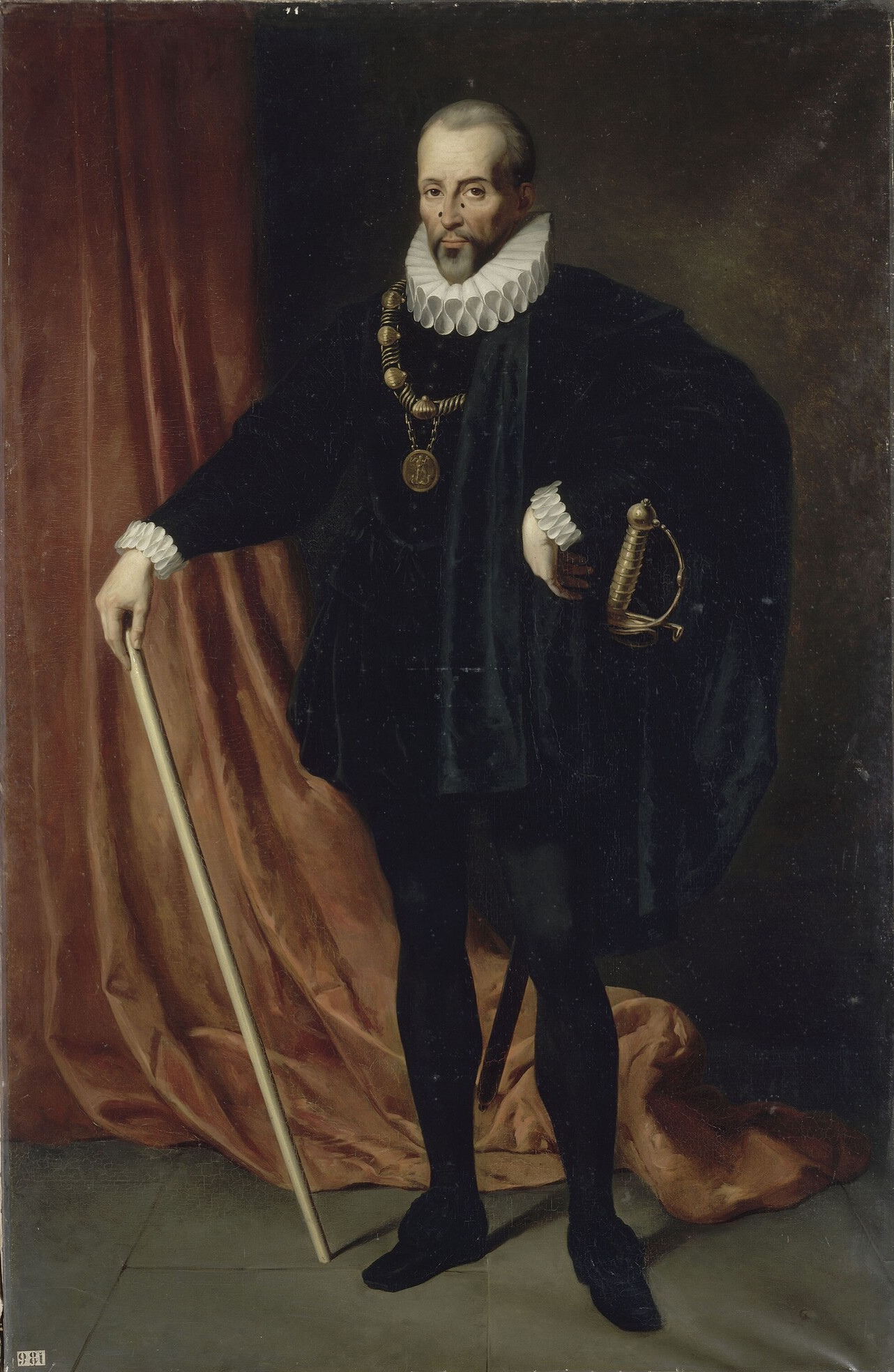
Blaise de Monluc, Franciaország marsallja 1575-ben, Guyenne helytartója (1501-1577) a Szent Mihály-rend nyakláncában.
Henry Scheffer olajfestménye, Franciaország marsalljainak galériája, versailles-i kastély, 1834.

Első felesége a nemességet szerzett toulouse-i pénzváltó családból származó Antoinette Ysalguier volt, akit 1526. október 21-én vett feleségül. Gyermekeik:
- Marc Antoine de Monluc, Guise hercegné apródja, majd apja alatt szolgált egy gyalogoskompánia élén Róma védelmekor. 1556-ban, az Ostia erődje ellen vezetett roham során halt meg.
- Pierre Bertrand de Monluc, közismerten Peyrot de Monluc kapitány,[14] valószínűleg 1539-ben született Monluc várában. 1563-ban Marguerite de Caupène-t, vette feleségül, így Caupène ura lett, majd IX. Károly idején kamarai nemes. Itáliában fogott először fegyvert, majd apja alatt szolgált Thionville ostrománál (1558) és az első vallásháborúban. Apja utasítására lemészárolta Terraube lakóit 1562 szeptemberében. 1566-ban halt meg egy madeirai expedíción (Funchal kifosztása), miközben Mozambik felé tartott, hogy ott létrehozzon egy támaszpontot a Kelet-Indiában és Afrikában kereskedő franciák számára. Két fiú maradt utána: 
  - Blaise de Monluc, a marsall örököse. 1596-ban, Ardres ostrománál esett el leszármazottak nélkül.
  - Charles de Monluc, Caupène ura, néhány nappal fivére előtt esett el Ardres ostrománál. 1589-ben vette feleségül Marguerite de Balaguier-t, Montsalès úrnőjét, az 1587-ben elesett Bertrand Hébrard de Saint-Sulpice özvegyét.[15] Egyetlen lányuk született:
    - Suzanne de Monluc, 1606-tól Antoine de Lauzières thémines-i márki, Pons de Lauzières-Thémines marsall fiának felesége (elesett 1621-ben, Montauban ostrománál). Leányaik:
      - Suzanne de Lauzières-Thémines (megh. 1645 előtt), 1634-től Charles de Lévis (1600-1649) ventadouri herceg, annonay-i márki felesége, utódok nélkül.
      - Marie de Lauzières-Thémines.
- Jean de Monluc, közismerten Monluc lovag. Kiskorában, 1556-ban a johannita rendben bemutatták,[16] de apja kérésére nem tett esküt. Egy pinerolói gyalogoskompánia parancsnoka lett, majd apja oldalán harcolt a második és harmadik vallásháború idején. 1569-ben 30 zászlós élére nevezték ki ezredessé. Idősebb fivérei halála után, apja nyomására papi pályára lépett, és 1571-ben Condom püspökévé nevezték ki. 1581. augusztus 6-án halt meg, miután betegségére hivatkozva lemondott püspökségéről.
- François Fabian de Monluc, elkísérte Pierre Bertrand nevű bátyját a madeirai expedícióra, majd apjához hasonlóan ő is megsebesült Rabastens ostrománál. A Monluc-regiment ezredeseként esett el 1573-ban, Nogarónál. 1570. január 9-én vette feleségül Anne de Montesquiou-t azzal a feltétellel, hogy gyermekeik a Monluc-Montesquiou nevet viselik. Két fia volt:
  - Adrien de Monluc-Montesquiou,[17] Chabanais fejedelme Cramail/Carmain/Caraman grófja felesége, Jeanne de Foix-Caraman révén, Montesquiou és Saint-Félix bárója, Monluc grófja. 1568-ban született, 1646. január 22-én halt meg. Házassága előtt két, utólag törvényesített fia született (Marc-Antoine és Jean-Jacques), illetve egy törvényes leánya:
    - Suzanne de Monluc Charles d'Escoubleau-val kötött házassága révén örökségét az Escoubleau de Sourdis-ház örökölte,

  - Blaise de Monluc-Montesquiou (1572 k.-1602).
  - Jeanne de Monluc (1573 k.-1610)
- Marguerite de Monluc, apáca Provins-ban,
- Marie de Monluc, apáca Paravis-ban,
- Françoise de Monluc, 1557-től Philippe de La Roche (megh. 1586), Fontenilles urának felesége.

Első felesége 1562 augusztusában meghalt. Blaise de Monluc 1564. május 31-én újanősült, felesége Isabeau de Beauville lett, aki halála után François de Pérusse des Cars grófhoz ment feleségül. Három lányuk született:
- Charlotte Catherine de Monluc (1565-1634 előtt),[18] aki 1582-ben Aymeri de Voisins montaut-i, gramont-i, confolens-i és armaganac-i báróhoz ment feleségül,[19] aki Provence helytartójaként Aix-en-Provence ostrománál esett el 1593-ban. Egyetlen fia született, François de Voisins.
- Suzanne de Monluc, első férje Henri de Rochechouart-Barbasan, faudoas-i báró.
- Jeanne-Françoise de Monluc, 1587-től férje Daniel de Talleyrand de Grignols, Chalais fejedelme, Grignols grófja, Excideuil márkija, Beauville és Mareuil bárója. Négy fiuk volt:
  - Charles de Talleyrand, Chalais fejedelme, Exideuil márkija, Grignols grófja, Beauville és Exideuil bárója; 1637-től Charlotte de Pompadour férje.
  - Henri de Talleyrand-Périgord (1599-1626), Chalais grófja. Nantes-ban végezték ki, miután összeesküdött Richelieu bíboros ellen.
  - André de Talleyrand, lovag, Grignols grófja, Beauville bárója, 1639-tl Marie de Courbon férje.
  - Léonore de Talleyrand, 1610-től Henri de Beaupoil de Saint-Aulaire (1590-1614), majd 1618-tól François de Cosnac (1592-1678) felesége.
    - Armand de Cosnac (1622-1692)
    - Clément de Cosnac (1626-1655), Conti hercegének itáliai expedícióján, Solsona alatt esett el.
    - Daniel de Cosnac (1628-1708), Valence és Die püspöke, Aix-en-Provence érseke.
    - Honorée I (sz. 1629),
    - Honorée II (sz. 1632),
    - Charlotte de Cosnac, gyermekként halt meg,
    - Jeanne Françoise de Cosnac (1638-1654).

## Fordítás
Ez a szócikk részben vagy egészben  a   Blaise de Monluc című francia Wikipédia-szócikk ezen változatának fordításán alapul.  Az eredeti cikk szerkesztőit annak laptörténete sorolja fel. Ez a jelzés csupán a megfogalmazás eredetét és a szerzői jogokat jelzi, nem szolgál a cikkben szereplő információk forrásmegjelöléseként.